# Galina Konstantinowna Grigorjewa
Galina Konstantinowna Grigorjewa (russisch Галина Константиновна Григорьева; *  28. Juni 1917 in Moskau; † 16. April 1969 ebenda) war eine sowjetische Theater- und Film-Schauspielerin.

## Leben uns Leistungen
Galina Grigorjewas Vater war Chauffeur in der Roten Armee und hatte später eine Verwaltungsstelle beim Versorgungsamt inne. Ihre Mutter war Hausfrau.
Grigorjewa schloss 1932 die Schule ab und besuchte danach ein Jahr das Moskauer Radiotechnikum. Parallel dazu arbeitete sie als Sekretärin für die Zentrale Sowjetische Statistikbehörde. Von 1933 bis 1936 studierte Grigorjewa an der Schauspielschule des Akademischen Staatstheaters und sammelte am Nebenstandort des Theaters auch erste praktische Bühnenerfahrung, u. a. mit einer kleinen Rolle in Shakespeares Was ihr wollt. Von 1938 bis 1941 spielte sie außerdem an einem von Nikolai Sergejewitsch Plotnikow geleiteten Theater in Moskau und von 1945 bis 1950 am dortigen Theaterstudio der Kinodarsteller, ehe sie am Majakowski-Theater eine dauerhafte künstlerische Heimat fand. Die dunkelhaarige Mimin trat hier bis zu ihrem Tod auf, eine ihrer bekanntesten Rollen war die der Königin Gertrude in Nikolai Ochlopkows Hamlet-Inszenierung, außerdem war sie als Kira in Der gewöhnliche Faschismus sowie in Medea zu sehen. Während der Evakuierung infolge des Deutsch-Sowjetischen Krieges spielte Grigorjewa außerdem Theater unter Michael Romm und versuchte Ende der 1940er Jahre, ein Engagement am Leningrader Komsomoltheater zu erlangen.
Ihr Filmdebüt gab sie 1936 in der Puschkin-Adaption Дубровский (Dubrowski) und siedelte parallel zu den Dreharbeiten auch nach Leningrad über. Bis zu ihrem Tod sollten nur noch neun weitere Engagements vor der Kamera folgen. Ihre erste Hauptrolle gab Grigorjewa 1945 in Alexander Rous Der unsterbliche Kaschtschai, sieben Jahre später spielte sie als Stiefmutter in Mainacht noch einmal unter seiner Regie. 1947 verkörperte die Moskauerin in Das Leben eines großen Forschers die Ehefrau von Nikolai Miklucho-Maklai. Außerdem wirkte Grigorjewa in dem Kurzfilm Два брата (Dwa brata, 1937) und in dem von Mitgliedern des Majakowski-Theaters aufgeführtem Fernsehspiel Медея (Medeja, 1967) mit. Sie war im Laufe der Jahre für die Studios Lenfilm, Turkmenfilm, Filmstudio Taschkent und Mosfilm aktiv. Ihre letzte Rolle war die von Alexander Herzens Mutter Luisa Iwanowna Haag in Das alte Haus (1970).
Grigorjewa starb zweieinhalb Monate vor ihrem 52. Geburtstag, ihre Urne wurde auf dem Nowodewitschi-Friedhof beigesetzt. Gerüchteweise litt sie an einem Minderwertigkeitskomplex und beging aufgrund dessen Suizid, anderen Angaben zufolge starb sie an einem Aortariss.

## Ehrungen
Galina Grigorjewa erhielt 1946 die Medaille „Für heldenmütige Arbeit im Großen Vaterländischen Krieg 1941–1945“, 1959 wurde sie außerdem zur Verdienten Künstlerin der Kabardino-Balkarischen ASSR ernannt.

## Privates
Grigorjewa war in erster Ehe mit dem Regisseur Alexander Kirillowitsch Ledaschtschew verheiratet, 1938 kam ihr gemeinsamer Sohn Sergei zu Welt. Ledaschtschew starb im darauffolgenden Jahr. Danach heiratete sie Georgi Georgiu, einer ihrer Kollegen am Theaterstudio der Kinodarsteller. Die letzte Ehe ging Grigorjewa mit dem fünf Jahre jüngeren Schauspieler Maxim Iwanowitsch Grekow ein, der 1965 an den Folgen eines Hodgkin-Lymphoms starb.
Grigorjewa kümmerte sich zeitlebens intensiv um ihren Sohn, der als unstet galt und auch unter Alkoholproblemen litt.

## Filmografie
- 1936: Дубровский (Dubrowski)
- 1937: Два брата (Dwa brata) (Kurzfilm)
- 1945: Der unsterbliche Kaschtschai (Kaschtschei bessmertny)
- 1947: Das Leben eines großen Forschers (Miklucho-Maklai)
- 1952: Mainacht (Maiskaja notsch, ili Utoplenniza)
- 1958: Лавина с гор (Lawina s gor)
- 1967: Журналист (Schurnalist)
- 1967: Медея (Medeja) (Fernsehspiel)
- 1968: Ошибка Оноре де Бальзака (Oschibk Orone de Balsaka)
- 1970: Das alte Haus (Stary dom)